# 藍帶魮脂鯉
藍帶魮脂鯉，為輻鰭魚綱脂鯉目脂鯉亞目脂鯉科的其中一個種，為熱帶淡水魚，分布於南美洲 巴西淡水流域，體長可達3.3公分，棲息在水質清澈、沙底質的小溪流，生活習性不明。

## 扩展阅读
- 維基物種上的相關：藍帶魮脂鯉